# Kanton Fort-de-France-9
Kanton Fort-de-France-9 is een voormalig kanton van het Franse departement Martinique. Kanton Fort-de-France-9 maakte deel uit van het arrondissement Fort-de-France en telde 11.031 inwoners in 2007. Het werd zoals alle kantons van Martinique opgeheven op 1 januari 2016.

## Gemeenten
Het kanton Fort-de-France-9 omvatte uitsluitend een deel van de gemeente Fort-de-France.